# 談美琪
談美琪（英語：Maggie Tam，1982年3月11日—），香港前新聞從業員，2022年4月1日起任西九文化區管理局副傳播媒介關係主管。

## 簡歷
談美琪中學時期就讀拔萃女書院，2005年畢業於香港浸會大學傳理學系，曾參加多項傑出青年比賽，包括全港中學生辯論及世界公民計劃等，大學時曾在亞視新聞擔任實習記者一職，畢業後到商業電台任港聞記者，其後重返亞視新聞，負責採訪、主播及天氣報告等工作，2009年再轉到無綫新聞任高級記者，2010年中曾一度擔任駐北京記者。2010年8月起開始擔任新聞提要主播。2011年7月17日，談美琪重返商業電台任首席記者。2013年6月29日，由於《政經星期六》主持之一陳淑薇當日請假，改為由談美琪代替其主持工作。2014年2月4日重返無綫新聞，出任港聞組首席記者。2015年3月離任，接替前亞視記者好友姚健文原就任的聯合醫院傳訊經理一職，2022年4月1日離職加入西九文化區管理局任副傳播媒介關係主管。

## 家庭
談美琪已於2013年聖誕節結婚，丈夫是記者出身的李國豪 ( 現職now港聞組首席記者 )，並於2015年11月誕下兩子。